# Rempart
Pour les articles homonymes, voir Rempart (homonymie).

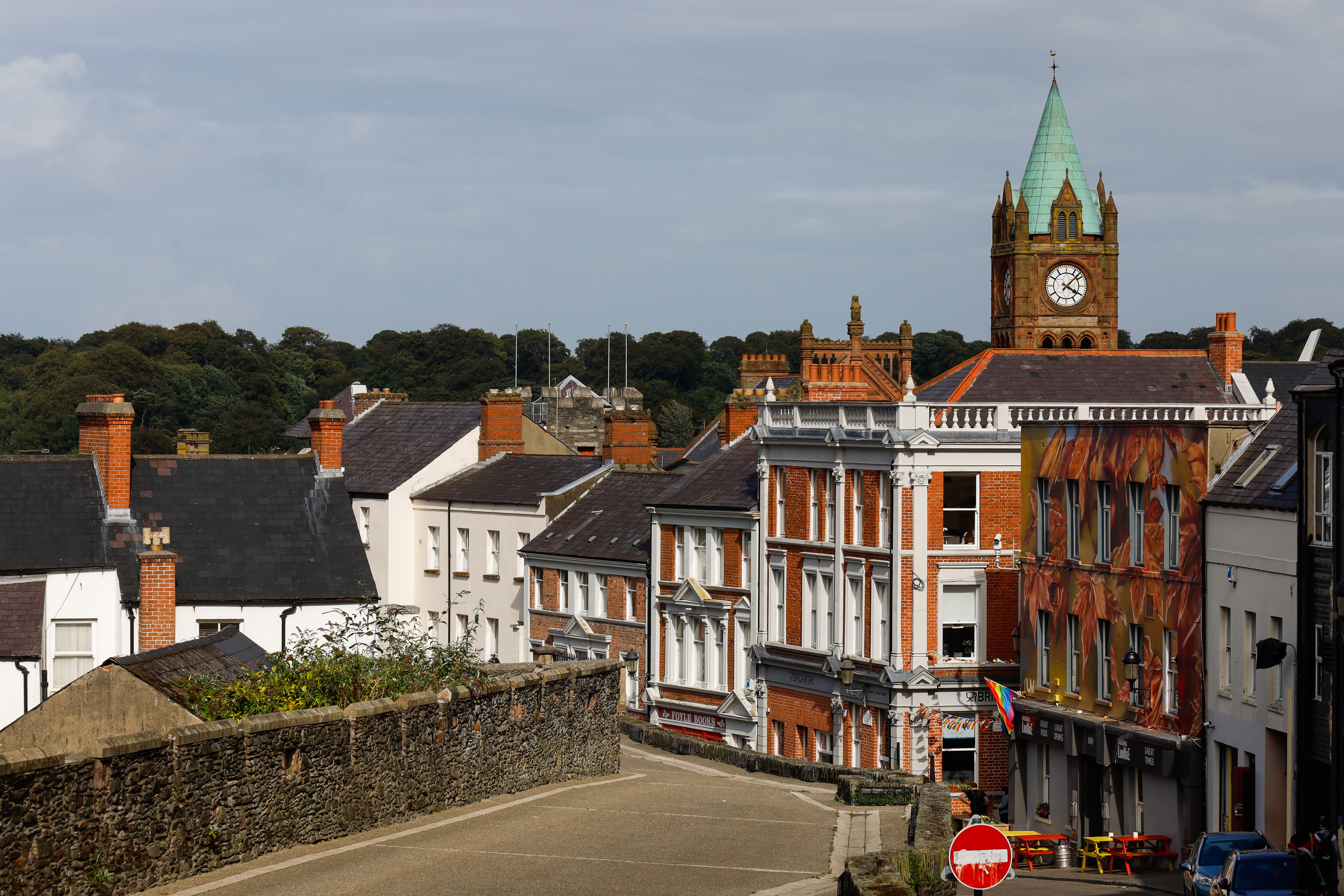
La ville de Londonderry (Irlande du Nord) vue depuis ses remparts.

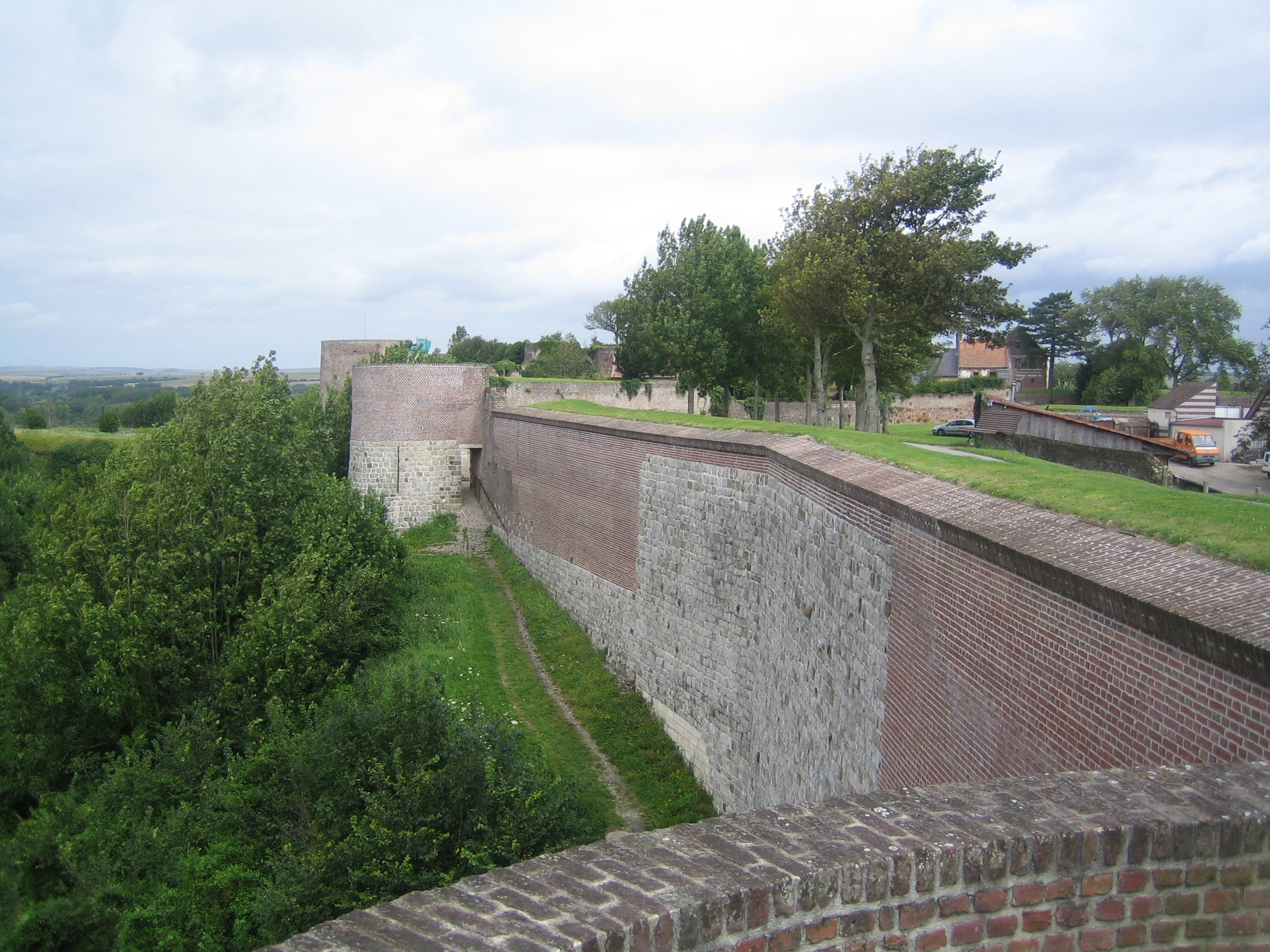
Remparts de Montreuil, dans le Pas-de-Calais.

Un rempart est un élément de fortification protégeant un site par un remblai ou un mur de soutènement.

## Présentation
Rempart simple ou multiple, il peut protéger des sites fortifiés préhistoriques, des bourgs, des villes, voire des citadelles qui apparaissent au XVIe siècle, et qui remplacent les murailles. Il est dans ce cas un élément caractéristique de la fortification bastionnée, conçu pour tenir compte en attaque et surtout résister en défense aux progrès de l’artillerie utilisant le boulet métallique.
Contrairement à la muraille épaisse entièrement en pierre maçonnée des châteaux forts et des villes médiévales, le rempart est un simple mur de soutènement retenant une importante masse de terre, destiné à barrer le passage à tout assaillant lors d'un siège (grâce à sa forte pente), ou à résister à l’artillerie (la masse de terre absorbe les chocs des coups d’artillerie reçus, et amortit les vibrations de l’artillerie défendant la place forte).